# Pietro Grasso

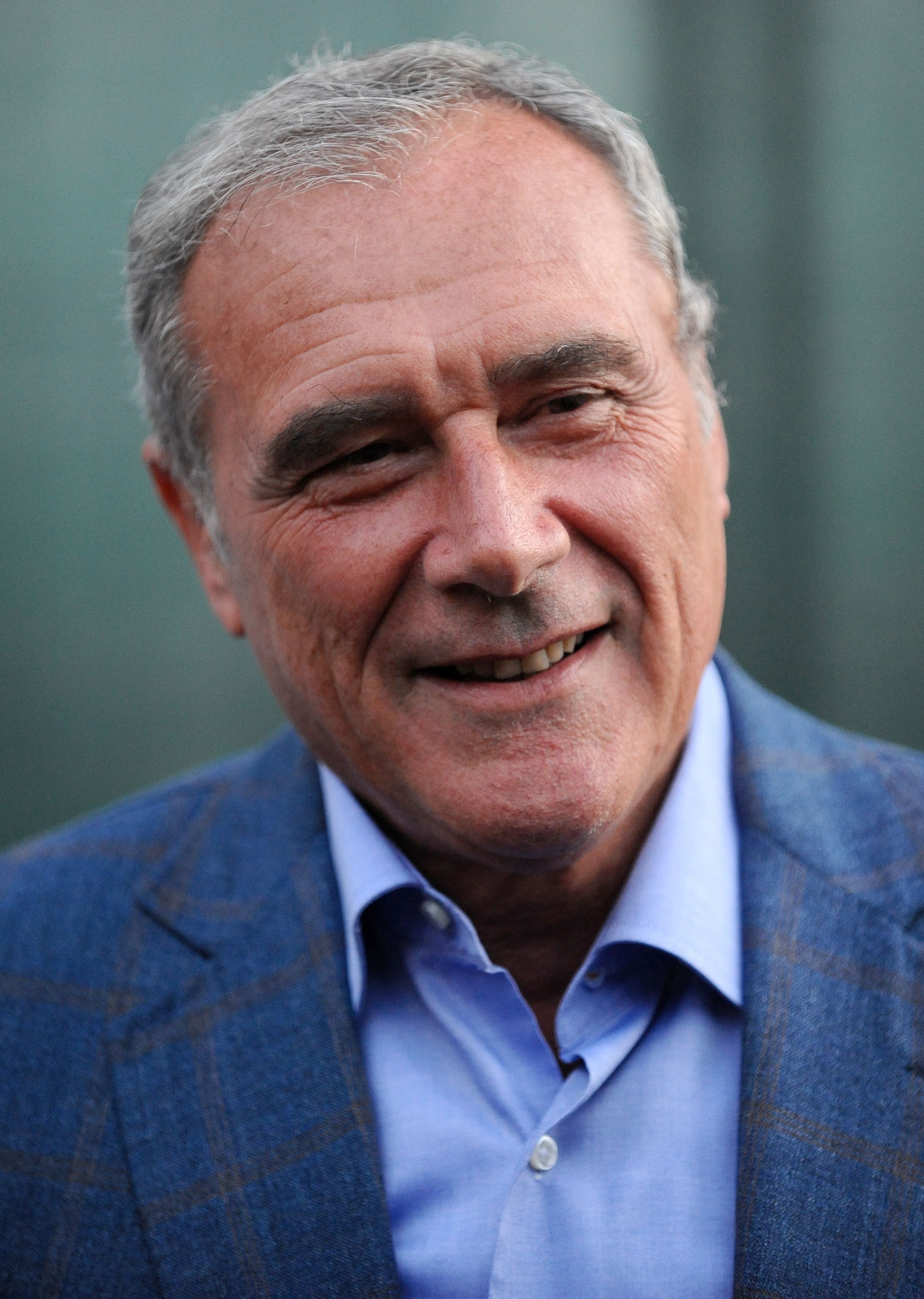
Pietro Grasso in 2012.

Pietro Grasso (Licata, 1 januari 1945) is een Italiaans jurist en politicus voor de Democratische Partij. Van maart 2013 tot maart 2018 was hij de voorzitter van de Italiaanse Senaat. Voordat hij in 2012 politiek actief werd, stond hij aan het hoofd van het "Nationale Antimaffia-Parket".

## Levensloop
Hij groeide op in Palermo. In 1971 werd hij magistraat in het Siciliaanse Barrafranca. Van 1972 tot 1984 was hij openbaar aanklager in Palermo en werd in deze functie van 1981 tot 1983 geconfronteerd met een tweede grote maffiaoorlog, waarbij onder andere Siciliaans president Piersanti Mattarella, communist Pio La Torre en generaal Carlo Alberto dalla Chiesa vermoord werden.
Vanaf 1984 was hij rechter met het zogenaamde "Maxiproces" tegen de maffia belast. In februari 1989 werd hij raadgever van het antimaffia-onderzoek in het Italiaans Parlement. Vanaf mei 1991 werkte hij met Giovanni Falcone samen in het Italiaanse ministerie van Justitie. Nadat Falcone in 1992 ook door de maffia werd vermoord, nam Pietro Grasso ontslag. In januari 1993 werd hij lid van het nieuwe "Nationale Antimaffia-Parket", om er op 25 oktober 2005 het voorzitterschap van over te nemen. In deze functie was hij verantwoordelijk voor de veroordeling van maffiabaas Bernardo Provenzano. In 1999 nam hij eveneens de leiding van het parket van Palermo over.
Op 27 december 2012 legde hij zijn ambten bij het "Nationale Antimaffia-Parket" neer en op 8 januari 2013 stopte hij als rechter om zich bij de parlementsverkiezingen van 24 en 25 februari 2013 kandidaat te stellen voor de Senaat. Hij werd verkozen en op 16 maart 2013 werd hij de nieuwe voorzitter van de Senaat. In deze functie was hij van 14 januari tot en met 3 februari 2015 interim-president van Italië, in de periode na het aftreden van Giorgio Napolitano en voor de verkiezing van Sergio Mattarella tot de nieuwe president.